# Крути (станція)
Кру́ти — проміжна залізнична станція 5-го класу Конотопської дирекції Південно-Західної залізниці на лінії Бахмач-Пасажирський — Ніжин. Розташована в селищі Пам'ятне Ніжинського району Чернігівської області.

## Історія
Рух залізницею від Курська до Броварів було відкрито 17 грудня 1868 року і тоді ж було відкрито станцію Крути поблизу однойменного села.
З кінця XIX століття станція перетворюється на вузлову — 1891 року прокладено вузькоколійну залізницю до Чернігова, а вже 1894 року — було відкрито лінію до станції Ічня.

## Історично визначні події
Станція увійшла в історію, передусім, через бій під Крутами, що відбувся 29 січня 1918 року безпосередньо поблизу станції та на самій станції.
Тут близько 600 українських вояків — чотири сотні Першої Київської юнацької школи імені Богдана Хмельницького та Перша сотня Студентського куреня Січових Стрільців під командуванням сотника армії УНР Аверкія Гончаренка зійшлися у бою із загоном російських більшовиків під командуванням підполковника Михайла Муравйова.

### У кінематографі
Вікопомні бої на станції та поблизу неї детально відображені у художньому кінофільмі «Крути 1918», відзнятому режисером Олексієм Шапарєвим у 2017 році.

## Новітня історія
З 1920-х років станція перетворюється на звичайну проміжну — у 1920-х роках з Ніжина до Чернігова та Прилук було прокладено залізничні колії, а від Крут — розібрано.
Стара будівля вокзалу не збереглася. Сучасна будівля зведена після німецько-радянської війни.

## Галерея

Монумент на честь бою під станцією Крути
Картина Л. Перфецького «Бій під Крутами»
Мурал у Києві — «Станція Крути»
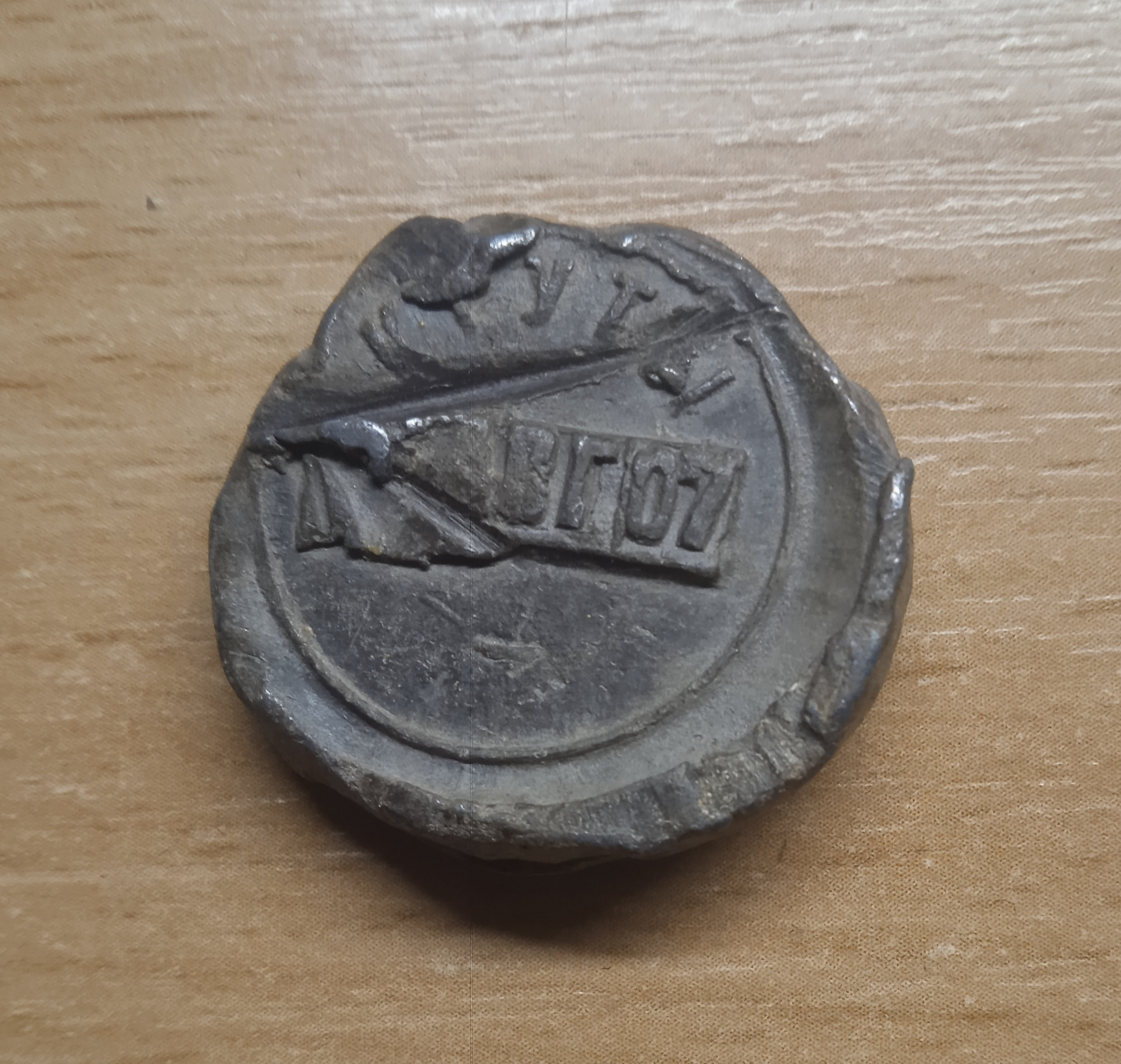
Пломба станції 1907 року

## Цікаві факти
- На початку XX століття дерев'яна будівля вокзалу станції Крути мала такий же вигляд як і вокзал станції Плиски[5][6].